# Hilda Heine
Pour les articles homonymes, voir Heine.
Hilda C. Heine, née le 6 avril 1951 à Jaluit[réf. nécessaire], est une femme politique marshallaise, présidente de la république des Îles Marshall de 2016 à 2020 et depuis 2024.

## Biographie
Après des études à l'université de l'Oregon, elle obtient une maîtrise à l'université d'Hawaï en 1975. Elle est également la première titulaire d'un doctorat dans son pays, obtenu à l'université du Sud de la Californie en 2004.
Le 26 janvier 2016, le président Casten Nemra est renversé lors d'un vote du Parlement seulement deux semaines après son investiture. Le lendemain, Hilda Heine est élue pour lui succéder, obtenant 24 voix sur les 33 parlementaires. Elle devient la première femme élue à la tête du pays et la première femme présidente d'un État océanien.
Hilda C. Heine est la première femme à occuper la présidence des Îles Marshall. Elle est aussi la première femme présidente de toute la Micronésie, et seulement la quatrième femme à siéger dans le gouvernement. Elle est l'une des trois femmes qui servent dans le Nitijeļā, le corps législatif du pays, à partir de janvier 2016.
Le 6 janvier 2020, elle est battue lors de l'élection présidentielle par le Parlement, obtenant 12 voix contre 20 à son adversaire David Kabua qui est élu président.
À la suite des élections législatives du 20 novembre 2023, elle de nouveau élue présidente par le Parlement le 2 janvier 2024, obtenant 17 voix contre 16 au président sortant David Kabua. Elle entre en fonction le lendemain.

### Vie personnelle
Elle est la mère de Thomas et Wilbur Heine.